# Дезинформация
Дезинформация е доказуемо невярна или подвеждаща информация, която се създава, представя и разпространява с цел да се извлече икономическа изгода или съзнателно да се въведе в заблуждение обществеността, като последиците от това могат да бъдат във вреда на обществения интерес.
Основни характеристики на дезинформацията са нейното преднамерено въздействие на поляризация на обществените нагласи, изразяваща се в разделение по важни обществени въпроси, способността ѝ да уронва доверието в институциите и да указва възпиращ ефект върху участието в демократичните процеси.

## Понятия
В публичното пространство със същото значение се използва широко и фразата "фалшиви новини". Тъй като бива политизирано и често се употребява за отрицателно етикетиране на независими критически журналисти или медии, това понятие се среща рядко в правни и политически документи.
Непреднамерените грешки (мисинформация от англ. misinformation), сатирата и пародията, както и ясно обозначените като такива политически мотивирани новини и коментари не са дезинформация.
В своето Съобщение относно Плана за действие за европейската демокрация Европейската комисия подчертава необходимостта от разграничаването между различните явления, които обикновено се наричат „дезинформация“. Такива са:
- невярна информация (вж. misinformation) — невярно или подвеждащо съдържание, споделено без намерение да се нанесат вреди, въпреки че последиците могат да бъдат вредни, например когато хората добросъвестно споделят невярна информация;
- операции за информационно влияние — координирани усилия от страна на местни или чуждестранни участници за оказване на влияние върху определени групи в обществото чрез използване на набор от средства за измама, включително потискане на независими източници на информация в съчетание с дезинформация;
- външна намеса в информационното пространство —  често като част от по-широкомащабна хибридна операция; може да бъде определена като принудителни и подвеждащи усилия за нарушаване на свободното формиране и изразяване на политическата воля на отделни лица от страна на чуждестранен държавен участник или негови агенти[1]

## Техники на създаване и разпространение на дезинформация
Дезинформацията се осъществява чрез различни техники, които често биват съчетавани. Подправянето на документи, манипулирането на изображения, аудио и видео, данни и/или нечии изказвания, включително чрез изваждането им от контекст, са сред обичайните форми на създаване на дезинформация чрез фалшифициране.
При анализа на дадена информация за установяването на умисъл за въвеждане в заблуда следва да се търся отговори на следните въпроси:
- Използван ли е прикрит или подвеждащ източник или неверни твърдения за чужда идентичност? Например фалшив профил в социалните медии, профил или уебсайт, представящ се за (собственост на) друга личност или организация?
- Използват ли се логически заблуди, преувеличения и подвеждащи аргументи, често в комбинация със засилена експресивност на тона, с което се цели постигането на силна емоционална реакция?
- Използвани ли са данни, казуси или събития за постигане на комуникативна цел, към която нямат отношение? Например исторически примери, извадени от контекст, ирелевантни факти, използвани за оправдаване на конспиративни теории, злоупотреба със статистика или заключения, които не са пряко свързани с това, което данните разумно подкрепят
- Използват ли комуникативните техники технология, за да подмамят или подведат аудиторията? Например координация извън платформата, усилване на съобщения чрез ботове, машинно генериран текст, аудио и визуално съдържание.[5]

## Примери за дезинформация
През Втората световна война
Един класически пример за дезинформация е известната Операция „Бодигард“ от Втората световна война, при която британското разузнаване успява да заблуди немската армия, че се готви инвазия над Скандинавия и във Франция откъм Па дьо Кале, с което се отклонява вниманието от подготвяния Десант в Нормандия.
Друг акт на дезинформация е Операция Минсмийт, чиято цел е да се заблуди германското командване относно плановете на съюзниците да нахлуят в Сицилия и да се пренасочи вниманието и силите им към Балканите. Операцията включва инсценировка с мъртъв майор от Кралската морска пехота, изхвърлен от морските течения на испанския бряг и открит „по случайност“.
Дезинформация от ЦРУ
През 1957 г. в ЦРУ са знаели за инцидента в съветския комплекс Маяк, но информацията не излиза публично заради „(…) нежеланието на ЦРУ да подчертае ядрена авария в СССР, която може да предизвика загриженост сред хората, които живеят близо до ядрените съоръжения в САЩ. (…)“.
През 1986 г. съветникът по Националната сигурност Джон Пойндекстър пише за президента Роналд Рейгън „програма за дезинформация“, насочена към дестабилизиране на либийския полковник Муамар Кадафи чрез разпространяване на доклади в чуждестранната преса за предстоящ конфликт между двете страни.
Дезинформация от КГБ
Според старши офицер на Службата за външно разузнаване на Русия, Сергей Третяков, „КГБ е бил отговорен за създаването на цялата ядрена зимна история за да спре ракетите Пършинг.“ Третяков казва, че от 1979 г. КГБ искал да предотврати разполагането от САЩ на ракети в Западна Европа и че, режисирани от Юрий Андропов, те разпространявали дезинформация, въз основа на фалшивия доклад „Денят на страшния съд“ от Съветската академия на науките за ефекта от ядрена война върху климата, мирните групи и на екологичното движение. Вестник „Амбио“ публикува важна статия по темата през 1982 г.
Следните примери на съветските дезинформации срещу Съединените щати, са описани от Кристофър Андрю и Василий Митрохин:
- Лансиране на неверни теории за убийството на Джон Кенеди от писателя Марк Лейн, който е имал някоко срещи със съветски агенти, включително Генрих Боровик. Лейн отрича тези твърдения.
- Дискредитация на ЦРУ, използвайки историка Филип Аджи (с кодово име PONT). Аджи отрича.
- Опити да се дискредитира Мартин Лутър Кинг чрез поставяне на публикации, които го обрисуват като „Чичо Том“, който тайно получавал държавни субсидии.
- Подклаждане на расово напрежение в САЩ с фалшиви пощенски писма на Ку Клукс Клан, пускането на пакет с експлозив в „негърската част на Ню Йорк“ (операция на Пандора) и разпространението на конспиративни теории, че убийството на Мартин Лутър Кинг е било планирано от правителството на САЩ.
- Лансиране на историята, че вирусът на СПИН е бил произведен от учени от САЩ във Форт Детрик; историята е била разпространявана от родения в Русия биолог Якоб Сегал.

Други
Бившият работник по случая МОСАД Виктор Островски твърди, че израелските тайни служби са използвали успешно дезинформационни техники, за да предизвикат САЩ да обвини Либия за атентата от 1986 в дискотека „La Belle“ в Западен Берлин.